# Leuctra hirsuta
Leuctra hirsuta is een steenvlieg uit de familie naaldsteenvliegen (Leuctridae). De wetenschappelijke naam van de soort is voor het eerst geldig gepubliceerd in 1960 door Bogoescu & Tabacaru.